# Kostel Povýšení svatého Kříže (Koloděje)
Kostel Povýšení svatého Kříže v Praze-Kolodějích je římskokatolický farní kostel postavený v klasicistním slohu v roce 1806, rekonstruovaný v letech 2002–2003. Náleží do římskokatolické farnosti Praha-Koloděje 3. pražského vikariátu. Objekt je chráněn jako kulturní památka.

## Historie

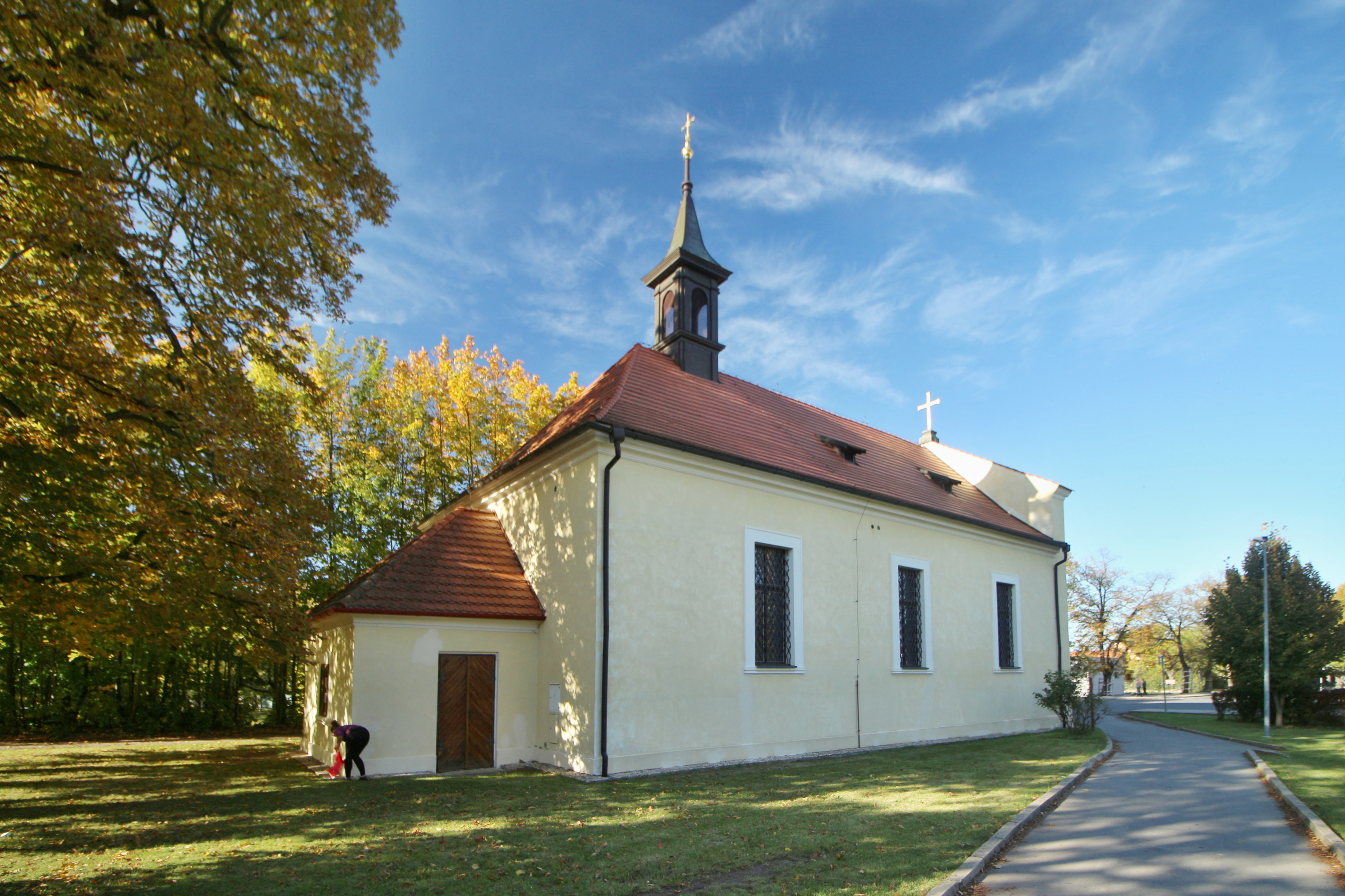
Pohled od jihu na závěr kostela

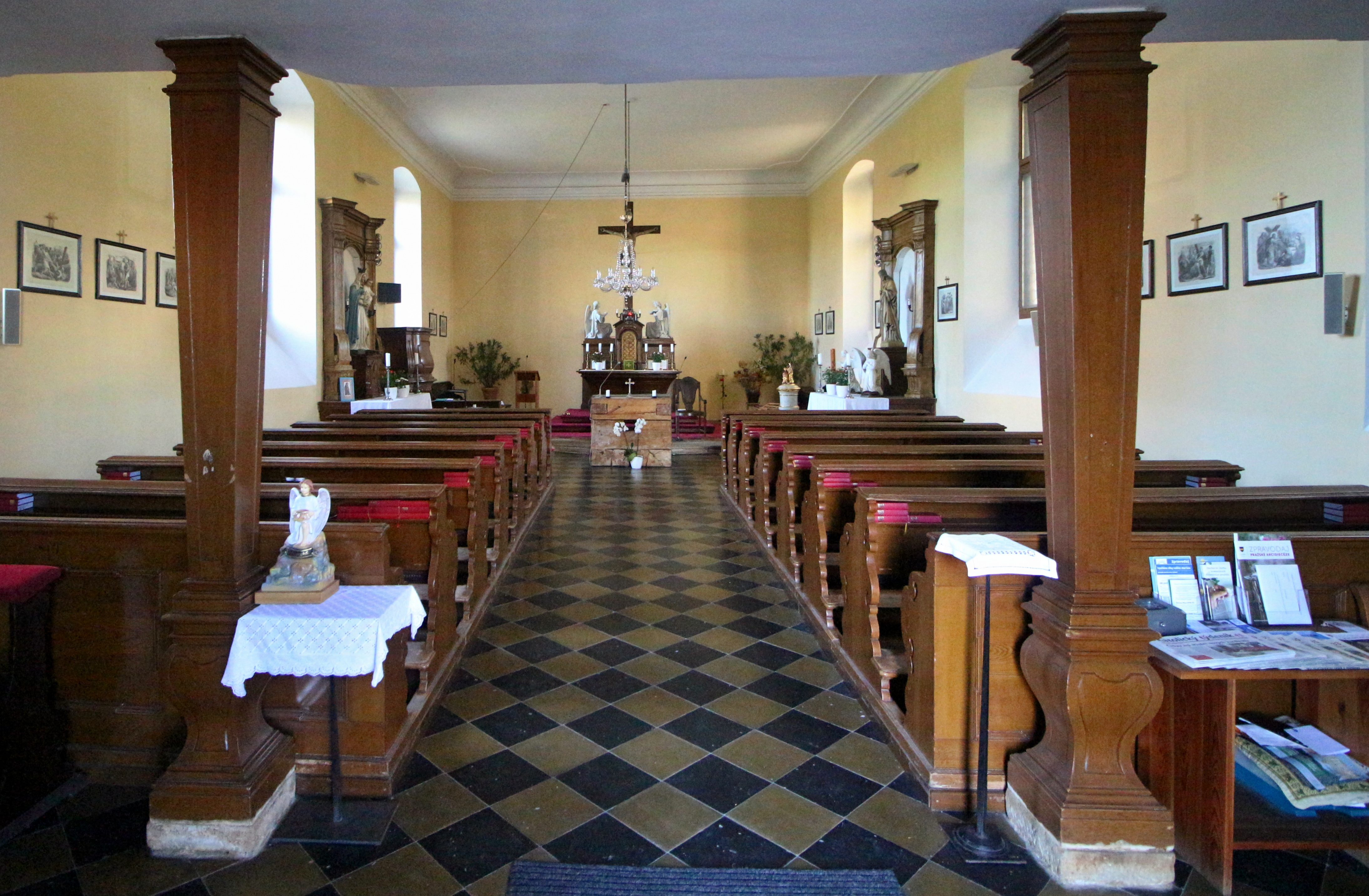
Interiér kostela

Vznik kolodějského kostela souvisí se zánikem kostela sv. Bartoloměje v Újezdě nad Lesy. Újezd totiž po třicetileté válce na 140 let zcela zpustl a pak byl jen pomalu osídlován. Tamní kostel tak byl v roce 1806 srovnán se zemí a materiál z něj byl použit na stavbu kolodějského kostela. Do Koloděj při tom byl z Újezda převezen obraz sv. Bartoloměje a tři zvony. Jeden z nich, pocházející z roku 1486, je zde dosud.
Kolodějský kostel je jednoduchá klasicistní stavba z let 1806 až 1807 s rovným stropem a presbytářem, zakončenou valbovou střechou s polygonální věžičkou.
Jak připomíná pamětní deska na kostele, před husitskými válkami byly v obvodu nynější kolodějské farnosti mimo újezdskou farnost ještě dvě fary s dnes již zaniklými osadami: Litožnice a Lhotka nad Úvaly.
Před vystavěním kolodějského kostela mohli místní obyvatelé navštěvovat zámeckou kapli sv. Anny. Při přestavbě zámku v roce 1806 byla tato kaple zbořena. Zároveň s kostelem byl založen kolodějský hřbitov.

## Betlém
V kostele je během vánočních svátků vystavován betlém. Figurky původního betlému, který byl patrně dílem řezbáře Bohumila Beka z Kutné Hory byly z kostela odcizeny[kdy?] a zůstala jen betlémská krajina. Nové postavy zhotovil řezbář Miroslav Hácha a do konečné podoby je upravili otec a syn Nachtigalovi.